# Bozakites brunnianus
Bozakites brunnianus är en stekelart som först beskrevs av Henri Saussure 1892.  Bozakites brunnianus ingår i släktet Bozakites och familjen brokparasitsteklar. Inga underarter finns listade.